# Uボート前線章
Uボート前線章(ドイツ語: U-Boot-Frontspange)は、ナチス・ドイツの勲章。

## 概要
1944年5月15日、カール・デーニッツにより制定。ヴィルヘルム・エルンスト・ピークハウスによるデザインである。授与対象者は既にUボート戦闘章を受けている必要があった。
Uボートに乗り込み極めて勇敢な戦果を上げた者に対し、Uボート艦長の推薦で授けられた。
Uボート前線章は制服の左胸、リボンバーの上に佩用した。

## 等級
Uボート前線章には3等級が設けられていた。基本的に亜鉛を原料として製造されており、その上からメッキされていた。
- 銅章：最も基本的な等級
- 銀章：1944年11月24日に新設された等級であり、銅章以上の活躍を見せた者に授けられた
- 金章：制定された報告はあるがそれ以外の詳細は不明